# Hapi (býk)
Hapi (v řeckém a latinském jazyce byl znám pod jménem Apis), byl posvátný býk v období starověkého Egypta. V hieroglyfickém zápisu () je nejčastěji uváděný, nicméně jsou zaznamenány lokální varianty a v časových odstupech() (H-p-w], případně v pozdním období i  Osiris-Apis.

## Genese

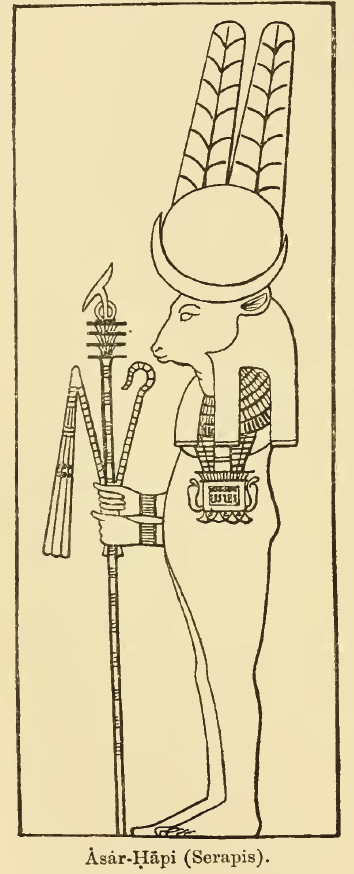
Personifikované zobrazení Apis-Osirise v pozdním ptolemaiovském období

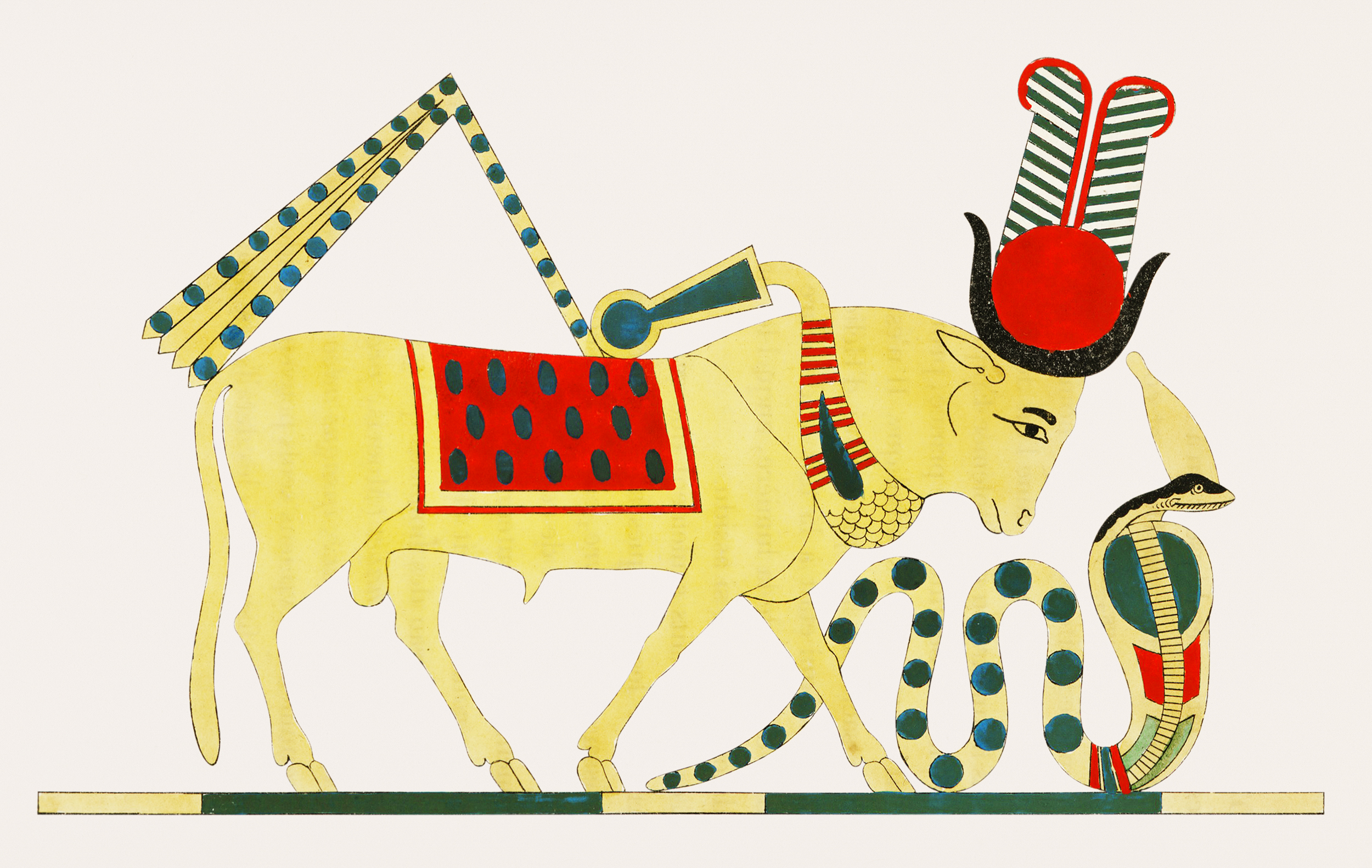
Apis, posvátný býk

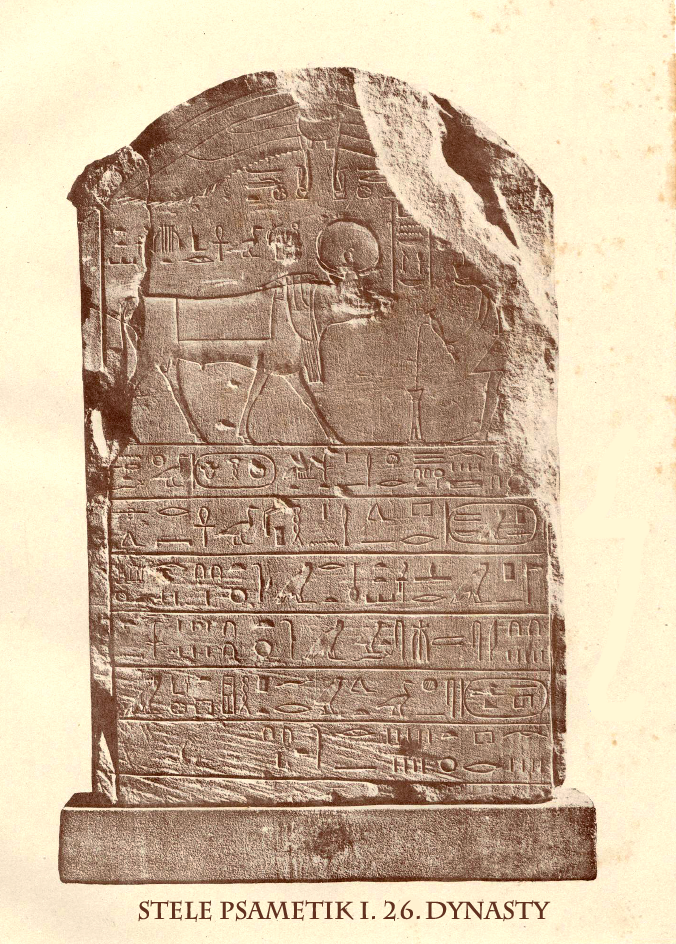

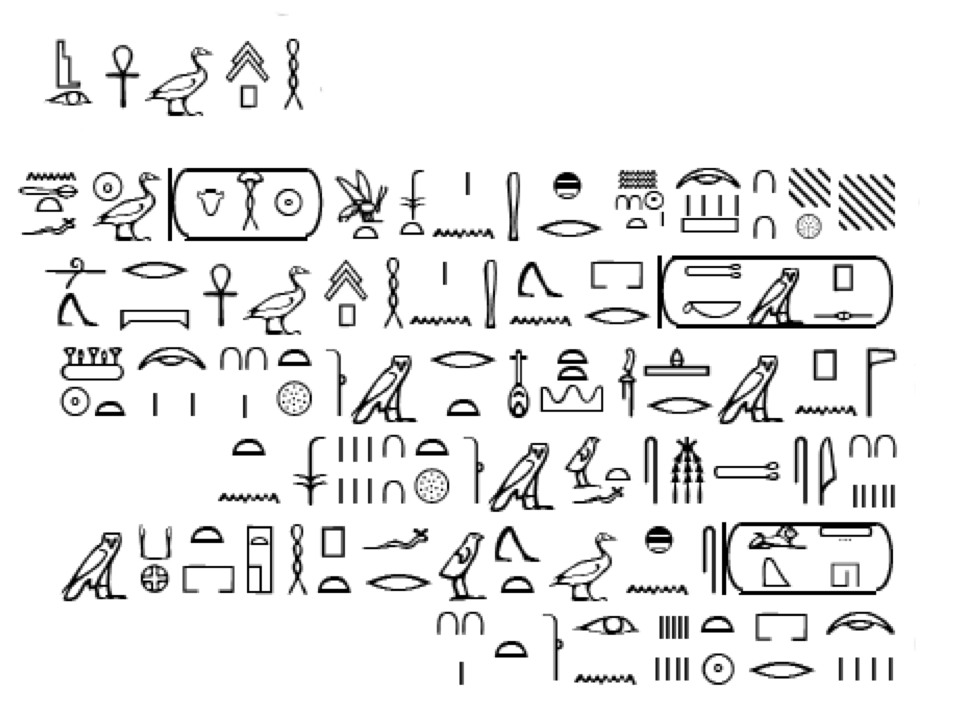
Stéla Psametik I Wahibre (26. dynastie) k úmrtí Apis; transkripce hiero textu

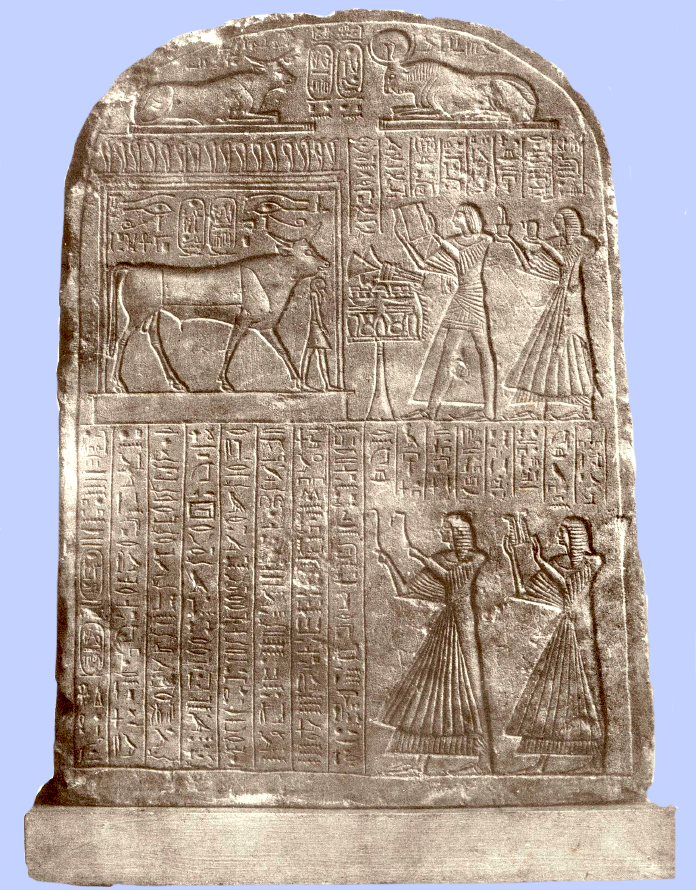
Votivní stéla k úmrtí posvátného býka Apise v 30. roce vlády Ramesses II.

Uctívání zvířat v Egyptě bylo dobře zavedeno již za 1. dynastie (3100–2890 př. n. l.) a uctívání býka Apis je zaznamenáno z té doby na Palermské desce.
Zatímco jeho počátky leží hluboko v předdynastické době (5500–3100 př. n. l.). Obraz býka v bojovném postavení je patrný na zadní straně Narmerovy palety z 31. století př. n. l. Posvátná zvířata dynastického období byla "živým obrazem" nebo "božským projevem" konkrétních božstev. Tak býk Apis byl bůh Ptah, bůh stvořitele Mennoferu. Některá božstva byla reprezentována pouze jediným zvířetem – například v jednu chvíli žil pouze jeden Apis. Apis-Hapi byl již od počátku dynastického období uctíván jako symbol síly, plodnosti a životodárné ochrany bohů symbolizované Osirisem, v Mennoferu také Ptahem a bohy podsvětí.
Uctívání posvátného býka Hapi (řecky Apis) je doloženo v 19. dynastii v pohřebišti Per-Usir-Hapi (v pořečtěné formě serapieon a také Bosuris) v severní Sakkáře, datované z doby vlády Amenhotepa III. 18. dynastie a podstatně rozšířené veleknězem v Mennoferu Chamuasetem, 4. synem Ramesse II. v jeho 16. roce vlády. Kněžský syn Rameses II. (~ 1300 př. n. l.) nechal vyhloubit velkou šachtu, která byla rozšířena bočními hrobovými komorami, do kterých se umístily masivní kamenné sarkofágy, časti o zdobené na bočních vnějších stěnách. Další podobnou galerii přidal Psammetik I. Pečlivé záznamy o stáří zvířat v pozdějších případech, s odkazem na královská data jejich narození, zasvěcení a smrti upřesnilo chronologii od XXII. dynastie. Často se zaznamenávalo i jméno matky-krávy a místo narození. Pohřební sarkofágy jsou obrovské velikosti a jejich pohřeb si musel vyžádat obrovské náklady.
Dalším centrem uctívání a pohřbívání Apisů bylo starodávné město Mennofer s dominantním bohem Ptahem v jeho chrámu poblíž vesnice Mit-Rahína, a konečně serapeum ve Velké Hérakleopolis, které snad spadá do vlády Ptolemaie III. Euergeta, v 22. roce jeho vlády (~224 př. n. l.).

## Mytologie
Hapi-Apis měl titul „obnova života“ boha Mennoferu Ptaha, po smrti se vtělil do Osirida, stejně jako byli mrtví lidé vtělováni Osiridem, králem podsvětí. Tento Osir-Apis byl ztotožňován s pořečtěným Serapisem. Apis byl nejdůležitější ze všech posvátných zvířat a stejně jako u ostatních, jeho význam s postupem času rostl. Řečtí a římští autoři mají mnoho co říci o Apisovi, o znacích, podle kterých bylo rozpoznáno černé býčí tele, o způsobu jeho početí paprskem z nebes, o jeho domě v Mennoferu a rituálem truchlení nad jeho smrtí, jeho nákladný pohřeb ale také radostí v celé zemi, když byl nalezen nový Apis.
Podle Hérodota bylo vyhledáno tele z krávy, která již nesměla přijmout další plod, na čele mělo trojhrannou bílou barvu, na zádech skvrnu v podobě orla, v ocase dvojité chlupy a pod jazykem posvátného skaraba. Apis byl oživenou duší Osirida a v Osiridovi se inkarnoval. Vzhled nového Apis byl považován za nový projev Osirida na Zemi, byl ale také emanací Ptaha a byl dokonce nazýván „synem Ptaha“. Dvojí bůh Asar-Asar je zobrazen v podobě býka, který má mezi rohy sluneční kotouč a ureus , .

Překlad transkripce "Stele Psametik I. Wehibre" (zprava doleva)

Osiris-Apis
Rok 20, IV. letní měsíc, den 20. za vlády Osoby dvojího krále, Wahibre, syna Re z jeho těla Psammetika I. odešla Osoba živého Apise do nebe. Tento bůh  v míru odešel na krásný západ v roce 21, I. měsíce potopy, den 25. Narodil se již v roce 26. (vlády) krále Taharky a přijat do Mennoferu ve IV. měsíc zimy, 9. den což činí 21 let, 2 měsíce

Za vyhledání nástupce zemřelého Apise a vychování nalezeného nového uznaného nástupce, byli pověřeni převážně kněží, kteří také měli o posvátného býka trvale pečovat, udržovat jeho kult a nakonec se postarat o jeho pohřební rituály a uložení do sarkofágu. Stejní kněží, kteří měli na starosti Apisův kult, měli na starosti i kult Apisových matek. V Mennoferu byl býk Apis chován ve zvláštních ubikacích jižně od Ptahova chrámu, kde byl uctíván věřícími a k potěše měl vlastní harémové krávy. Kromě účasti ve speciálních procesích a dalších náboženských rituálech bylo zvíře využíváno při výběru věštců a bylo tak považováno za jeden z nejdůležitějších věšteckých zdrojů v Egyptě.

## Epilog
Hlavní centra kultu posvátného býka Apise se nachází v serapeum na Sakkáře a v historickém centru Mennoferu. Sakkárská nekropole nebyla jen pohřebištěm lidí, byla také důležitým místem pohřbů posvátných býků Apis a jiných posvátných zvířat a jejich umístění v 
souvisejících chrámech a stavbách. Kult Apisova býka je jedním z nejstarších doložených v Egyptě a v současnosti nejstarší známý pohřeb posvátného býka na tomto místě je datován do doby vlády Amenhotep III (asi 1390 –1353 př. n. l.) 
Mennofer, který byl historicky hlavním centrem říše, v 26. dynastii i sídlem vládců Horního a Dolního Egypta. Sajská linie králů věřila „že obnova náboženských kultů Egypta je vhodným nástrojem jak nacionálního kulturního obrození, tak i hospodářské politiky“, a v důsledku toho i významu Mennoferu a kultu hlavního boha Ptaha s jeho emanací býkem Apisem. Tím by získala královský věhlas a uznanou legitimitu své vlády. Potvrzuje to také stavba soudu za vlády Psammetika I. v Ptahově údolním chrámu v centru města "Hut-ka-Ptah" , kde Apis sídlil během svého života.

## Galerie

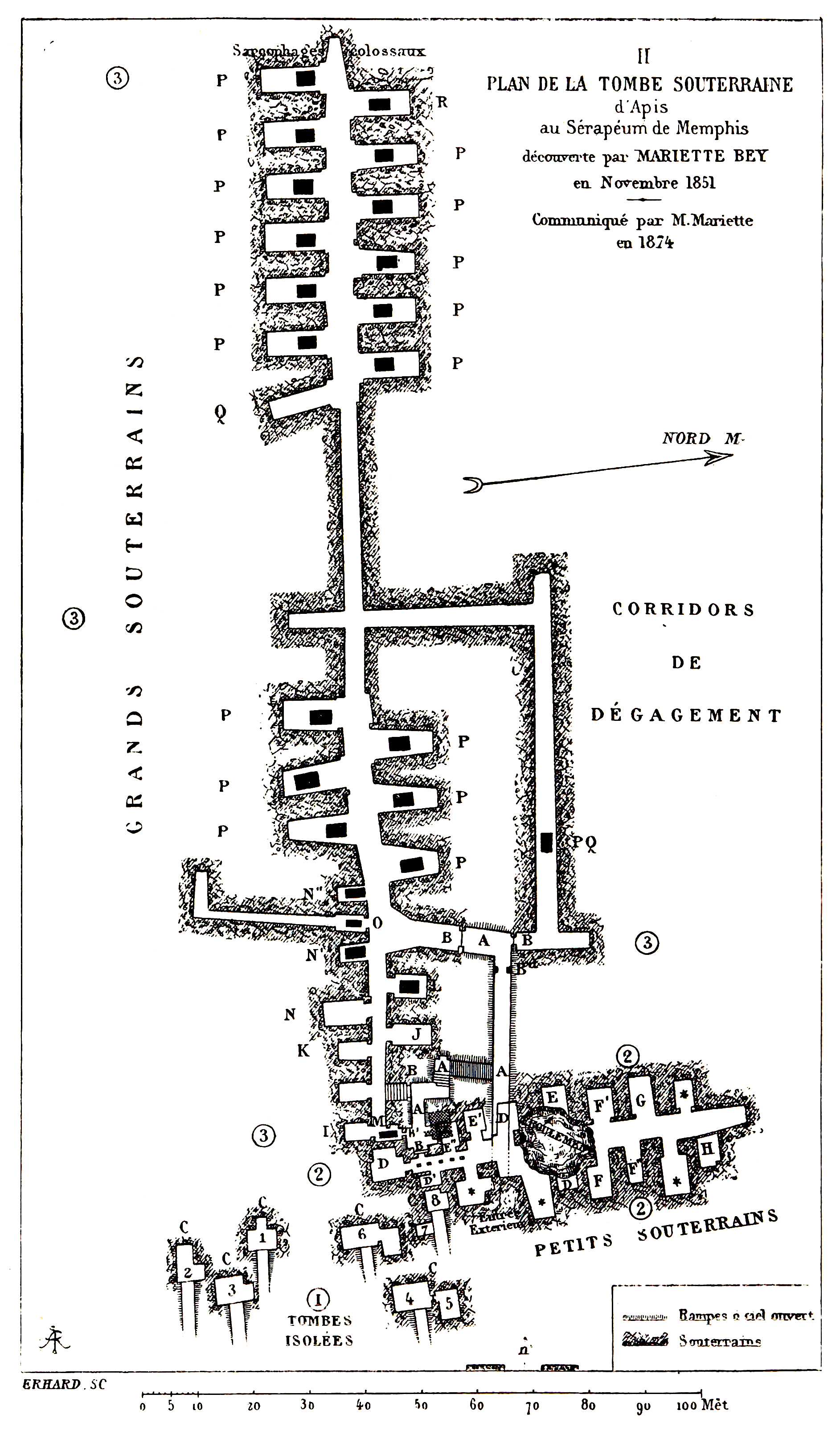
Serapeum v Sakkáře, nekropole býků Apisů
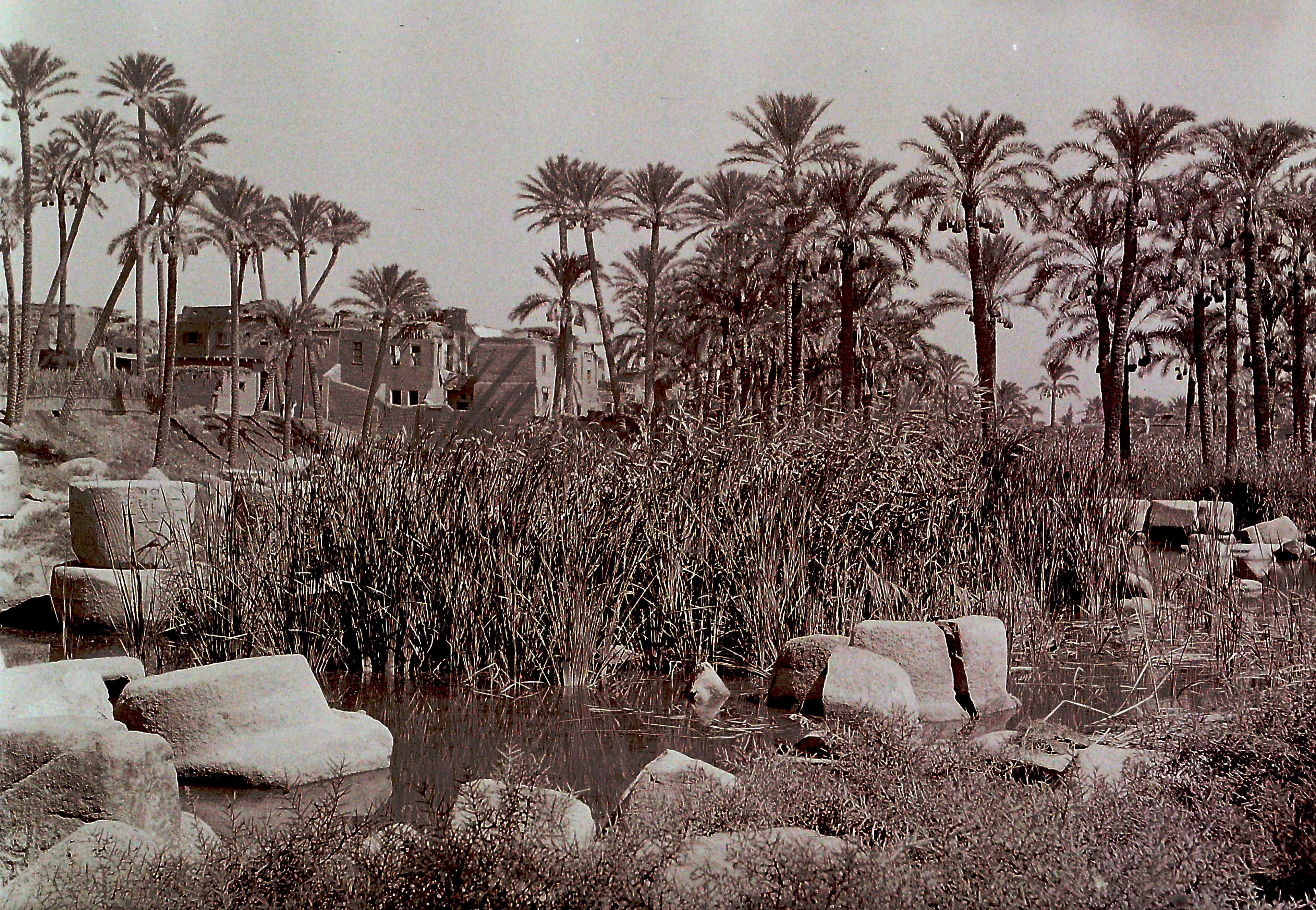
Ruiny Ptahova chrámu v Mennoferu, v pozadí vesnice Mit-Rahína
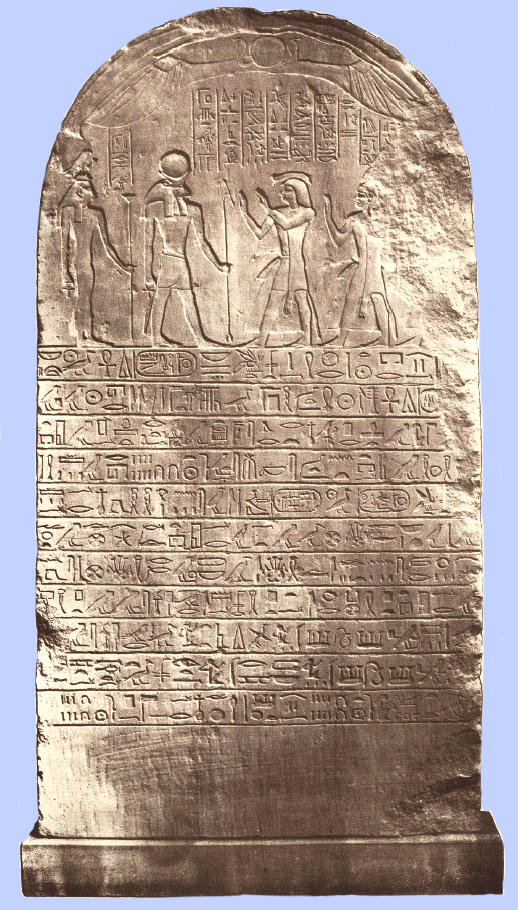
Stela k úmrtí býka Apise v 26. roce vlády Šešonka III. Userma'atre' setepenre'amun, 22. dynastie
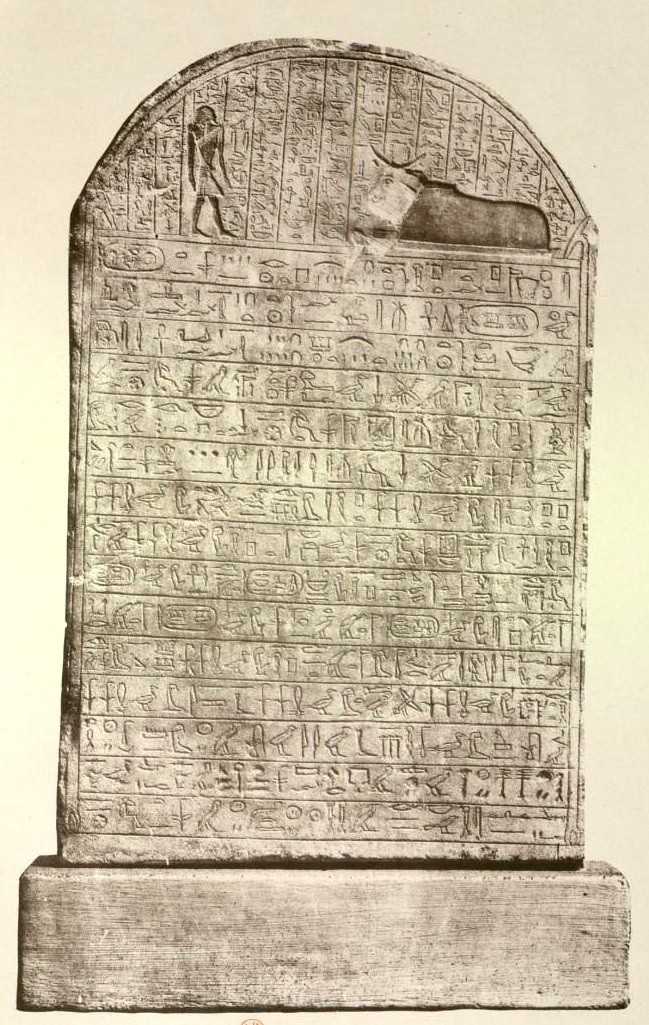
Stela Pasenhor k úmrtí býka Apise v 37. roce vlády Šešonka V. Acheperre 22. dynastie
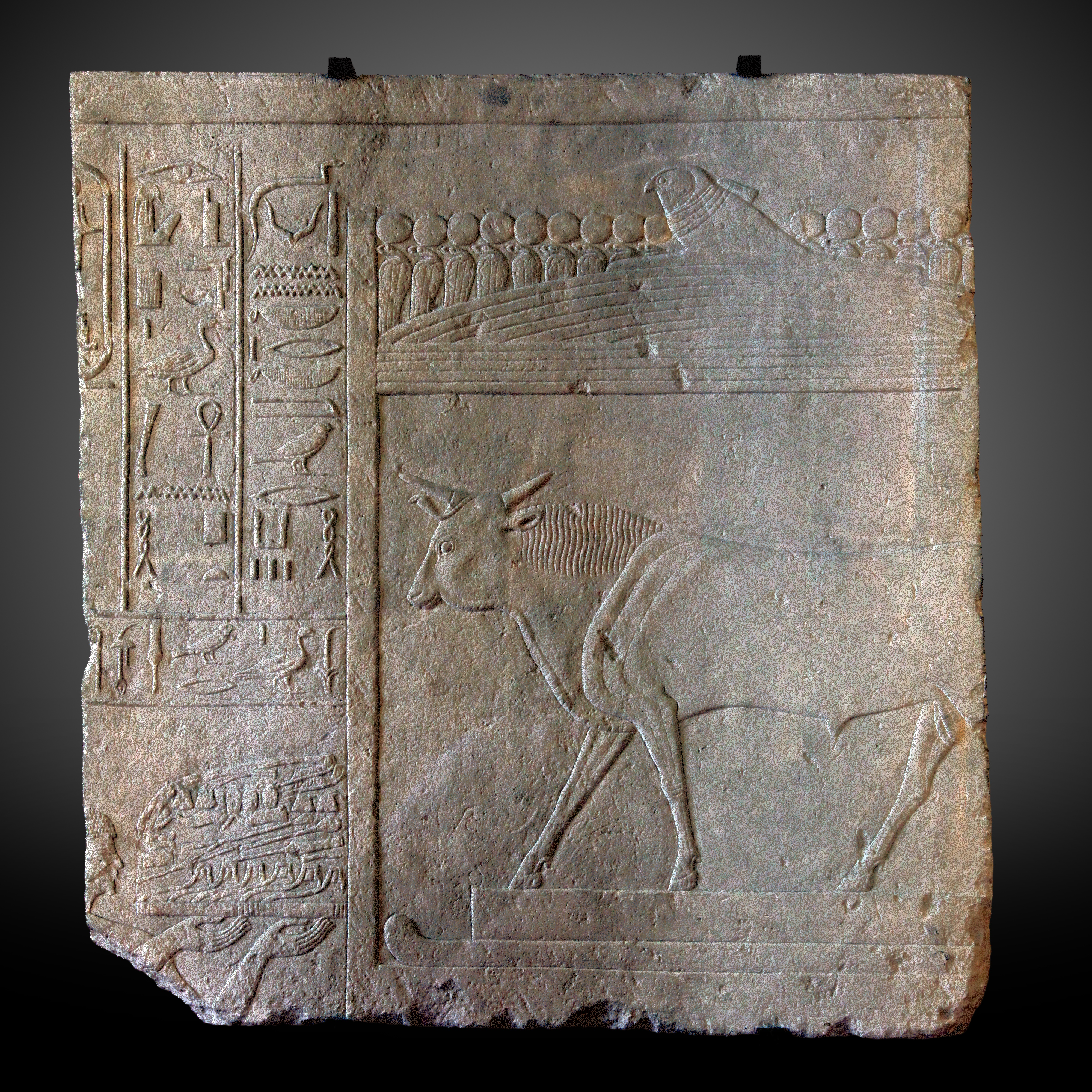
Stela Apis Nová říše, Museum Louvre
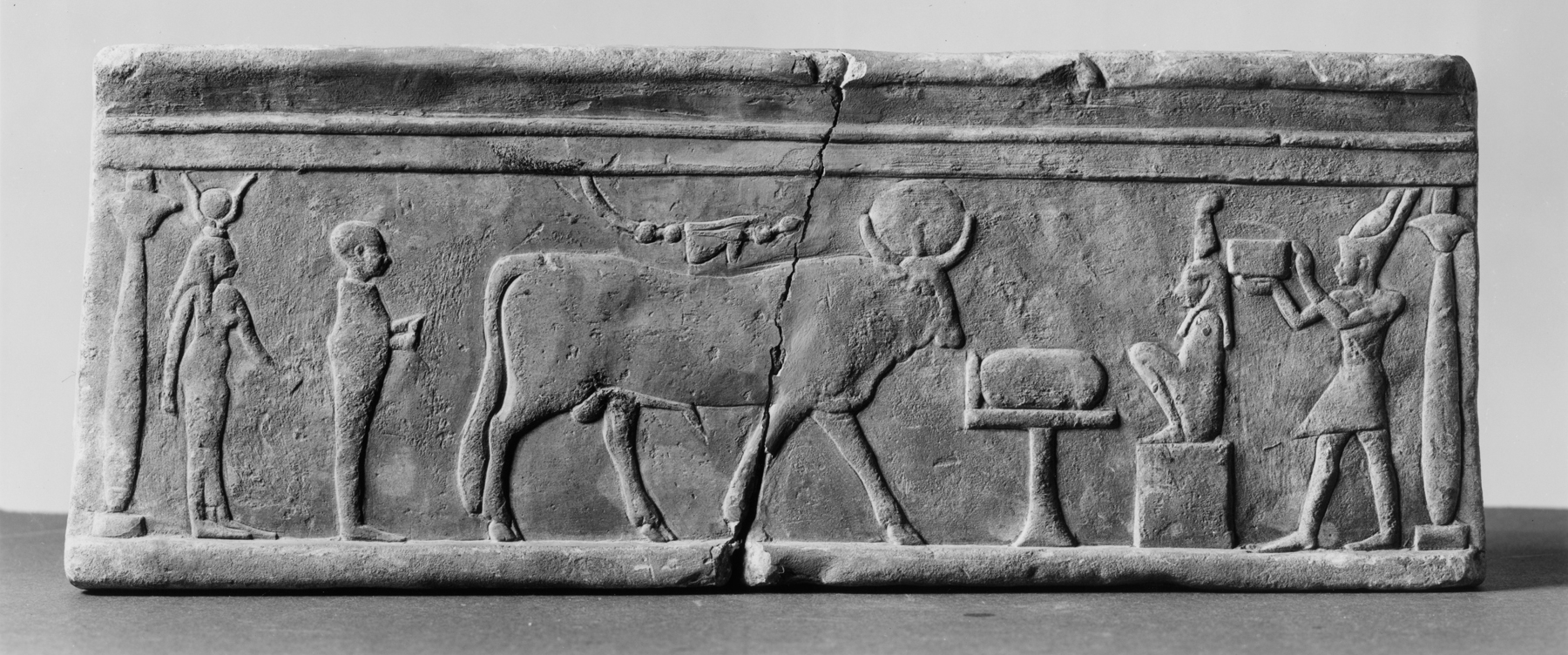
Král dává obětiny býkovi Apisovi. Nalevo a napravo má bohy Isis a Ptaha
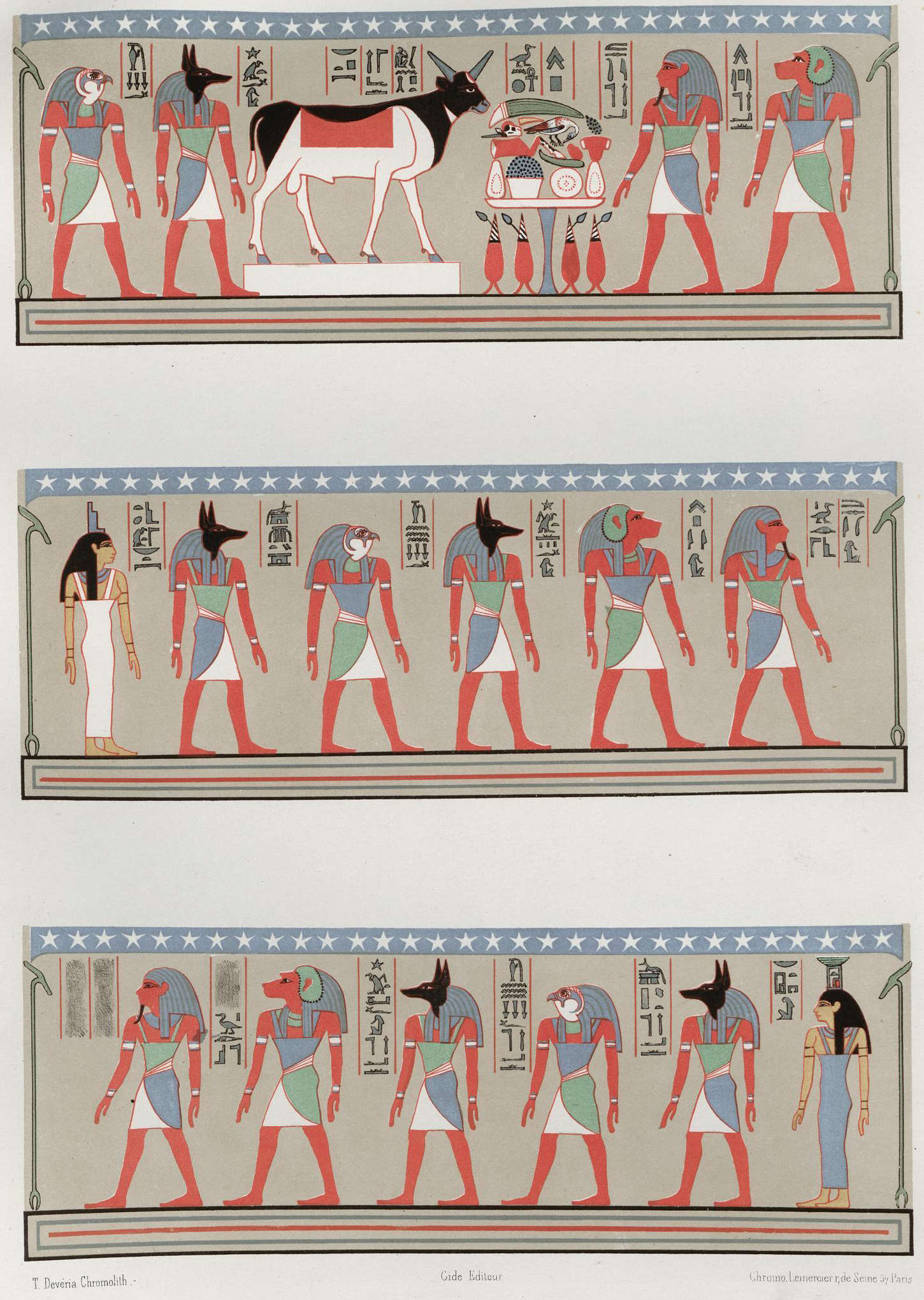
Scéna z hrobky v serapeu v Sakkáře, ~ faraon Haremheb, 18. dynastie, panteon bohů